# Lissomphalia
Lissomphalia is een geslacht van weekdieren uit de klasse van de Gastropoda (slakken).

## Soort
- Lissomphalia bithynoides (Monterosato, 1880)